# Yvonne Dahlbom
Yvonne Linnéa Margareta Dahlbom, född 23 maj 1994 i Gamla Uppsala församling, Uppsala län, är en svensk musikproducent och låtskrivare.

## Biografi
Dahlbom har med bakgrund som gitarrist och sångare i band studerat musikproduktion vid British and Irish Modern Music Institute i London och Advanced Music Production (AMPS) i Stockholm.  
Hon har i samverkan med bland andra Jesper Welander medverkat som låtskrivare i Melodifestivalen: "Allting som vi sa" till Ida Redig (2018), "Alla mina sorger" till Linda Bengtzing (2020)      och ”Tror du att jag bryr mig” till Lisa Ajax och Niello (2022). Hon har även medverkat som låtskrivare och producent åt artister som Ken Ring, Viktor Ax och Allyawan.  
För Sensus studieförbunds musikutveckling arbetar hon också med att stötta och coacha musikgrupper, studiokollektiv, föreningar och arrangörer och har även varit engagerad för en jämställd musikscen i föreningen Playsisters med målsättning att stödja och inspirera unga kvinnliga musiker.